# Рейнская демилитаризованная зона
Рейнская демилитаризованная зона — территория веймарской и нацистской Германии на левом берегу Рейна, а также полоса на его правом берегу шириной в 50 км, установленная Версальским мирным договором в 1919 году с целью недопущения нападения Германии на Францию. В этой зоне Германии запрещалось размещать войска, возводить военные укрепления, проводить манёвры и т. д.
В течение первой половины 1920-х гг. войска Антанты неоднократно вторгались на территорию Рейнской демилитаризованной зоны в ответ на те или иные внешнеполитические действия Германии. Наиболее известен в этой связи Рурский конфликт 1923—1925 гг. — долгосрочная оккупация Рура франко-бельгийскими войсками, сопровождавшаяся попытками отторжения Рейнской области от Германии с помощью местных сепаратистов (провозгласивших 21 октября 1923 г. в Ахене «независимую Рейнскую республику»). Германские граждане оказывали оккупантам «пассивное сопротивление», устраивая забастовки и другие акции протеста.
Конфликт был урегулирован после заключения Локарнских соглашений 1925 г., установивших гарантии нерушимости границ европейских стран, сложившихся после Первой мировой войны, прежде всего франко-германской границы. К середине 1930 года Германии удалось добиться окончательного вывода иностранных войск со своей территории.
После прихода национал-социалистов к власти 1933 году, правительство Гитлера взяло курс на ликвидацию Рейнской демилитаризованной зоны. 7 марта 1936 года послам Франции, Великобритании, Италии и Бельгии в Берлине был вручён Меморандум германского правительства с уведомлением о расторжении Германией Локарнского договора 1925 г. В тот же день германские войска вступили на территорию демилитаризованной зоны. Совет Лиги Наций осудил Германию за нарушение ею международных обязательств, однако реакции со стороны «великих европейских держав» не последовало. Вскоре премьер-министр Великобритании С. Болдуин заявил, что вступление германских войск в Рейнскую область «не содержит угрозы военного конфликта», что фактически означало признание ликвидации Рейнской демилитаризованной зоны.
В результате этих событий зона де-факто прекратила своё существование.

## Ремилитаризация Рейнской области
В начале 1936 года министр иностранных дел Британии сэр Энтони Иден начал секретно обсуждать план «общего примирения» с Германией, целью которого было устранить все германские претензии. План Идена включал в себя возвращение Германии в Лигу Наций, её согласие на контроль вооружений, отказ Германии от любых территориальных претензий в Европе в обмен на ремилитаризацию Рейнской области, возвращение Германии её африканских колоний и признание «германского экономического приоритета» на Дунае. Немцы были проинформированы о том, что Британия готова начать переговоры о ремилитаризации Рейнской области в обмен на «воздушный пакт», запрещающий бомбардировки, и обещание не применять силу в целях изменения существующих границ. Иден поставил себе целью достижение «всеобъемлющего соглашения», которое должно было вернуть Европу к «нормальности двадцатых годов» и создать такие условия, в которых Гитлер вел бы себя как Густав Штреземан (министр иностранных дел Веймарской республики, весьма уважаемый в Британии). Предложения Идена поставили Британию в невыгодное с моральной точки зрения положение. По сути дела получалось, что Британия рассматривает ремилитаризацию в качестве предмета торга и поэтому протестует не против ремилитаризации как таковой, а лишь против формы её проведения как одностороннего и ультимативного акта.
В 1936 году канцлер Германии и фюрер германского народа Адольф Гитлер принял решение о ремилитаризации Рейнской области. Историки ведут давние дебаты по поводу того, насколько решение о ремилитаризации Рейнской области в 1936 году соответствовало долгосрочным целям Гитлера. Так, Клаус Хильдебранд и Андреас Хиллгрубер говорят о существовании «штюфенплан» (поэтапного плана) завоевания мира. Их оппоненты утверждают, что ремилитаризация стала спонтанным ответом на серьёзные экономические проблемы, с которыми режим столкнулся в 1936 году. Ремилитаризация, в их толковании, была для нацистов простым и дешёвым способом повышения популярности режима. Хильдебранд отмечает, что оба этих толкования не обязательно являются взаимоисключающими.
На рассвете 7 марта 1936 года в Рейнскую область были переброшены 19 пехотных батальонов германской армии и несколько военных самолётов.
Гитлер позже сказал: «48 часов после марша в Рейнскую область были самыми изматывающими в моей жизни. Если бы французы вошли в Рейнскую область, нам пришлось бы ретироваться с поджатыми хвостами. Военные ресурсы, находившиеся в нашем распоряжении, были неадекватны даже для оказания умеренного сопротивления».

### Реакция
Больше всего вопросов как у современников, так и у историков вызывали причины бездействия французского правительства. До открытия французских архивов в середине 1970-х годов господствовало мнение о «психологической неготовности» французов к большой войне, несмотря на то, что Франция была способна мобилизовать сто дивизий в течение нескольких дней. Наиболее ярко эта точка зрения выражена Уильямом Ширером в классической работе «Взлёт и падение Третьего рейха». Историки, получившие возможность изучить соответствующие французские архивы — такие, как американец Стивен Шукер, обвиняют Ширера в «любительском подходе к истории». Они полагают, что главным фактором, парализовавшим французскую политику, была экономическая ситуация. Начальник генштаба вооружённых сил Франции генерал Морис Гамелен проинформировал правительство, что стоимость удаления германских сил из Рейнской области, включая мобилизацию, составит 30 миллионов франков в день.
Сразу же после получения известия о ремилитаризации французский министр иностранных дел Пьер Фланден вылетел в Лондон для консультаций с британским премьером Стэнли Болдуином. Правительство Франции издало декларацию, в которой в самых сильных выражениях осудило ввод германских войск. Декларация также содержала намёк на возможную ответную военную акцию. Болдуин спросил Фландена, каковы намерения его правительства, на что тот ответил, что пока ещё ничего не решено. Фланден вылетел обратно в Париж для «консультаций с правительством». Результатом консультаций стало французское заявление следующего содержания: «Франция предложит все свои ресурсы в распоряжение Лиги Наций для недопущения нарушения положений всех Договоров». Поскольку Франция уже приняла решение о том, что мобилизацию проводить не будет, то рейнскую провокацию Гитлера было решено использовать для получения от Британии «континентального обязательства» (то есть обязательства Британии направить на континент крупный контингент сухопутных сил в случае серьёзного вооружённого конфликта). Французская стратегия заключалась в том, чтобы продемонстрировать готовность к большой войне из-за Рейнской области, а затем вынудить Британию, с готовностью сыгравшую роль «умиротворителя», дать такое «обязательство» в качестве компенсации за сдержанность, проявленную Францией. «Континентальное обязательство» было целью французской внешней политики начиная с 1919 года и считалось единственным барьером, который способен остановить германский экспансионизм. Объективно ремилитаризация Рейнской области привела к тому, что Франция потеряла последнее преимущество, которое она получила в результате Версальского мира. Франция более не могла с лёгкостью занять Рейнскую область и создать реальную угрозу Рурскому промышленному району в случае, если бы она сочла действия Германии угрожающими.
Реакцию различных кругов в Британии характеризуют как «смешанную». Наибольшую известность получило высказывание лорда Лотиана (позднее — посол Британии в США): «В конце концов, немцы всего лишь зашли в свой огород». Бернард Шоу сказал нечто подобное, отметив, что оккупация Рейнской области «ничем не отличается от оккупации англичанами Портсмута». Министр иностранных дел Энтони Иден настаивал на том, чтобы Франция не предпринимала военной акции. Вместо этого он надеялся уговорить Гитлера вывести войска из Рейнской области, оставив там лишь «символический контингент», после чего заново приступить к переговорам.
Парадокс, однако, заключался в том, что безопасность Франции, создавшей санитарный кордон и давшей гарантии восточноевропейским государствам, была теперь связана с безопасностью Британии. Агрессия Германии против восточноевропейских государств влекла за собой франко-германскую войну, в которую неизбежно была бы вынуждена вступить Британия. Таким образом, «гарантия» 19 марта была выдана не только Франции, но и, хотя бы и косвенно, восточноевропейским государствам.